# Cotswolds
Cotswolds (eller Cotswolds Hills) är ett område präglat av åsryggar upp till 300 meter höga i centrala England. Det ligger i grevskapen Oxfordshire, Gloucestershire, Wiltshire, Somerset, Warwickshire och Worcestershire. Området är sedan 1966 upptaget som ett  Area of Outstanding Natural Beauty, det vill säga ett "enastående naturskönt område". Det är ett populärt mål för vandringsturister.

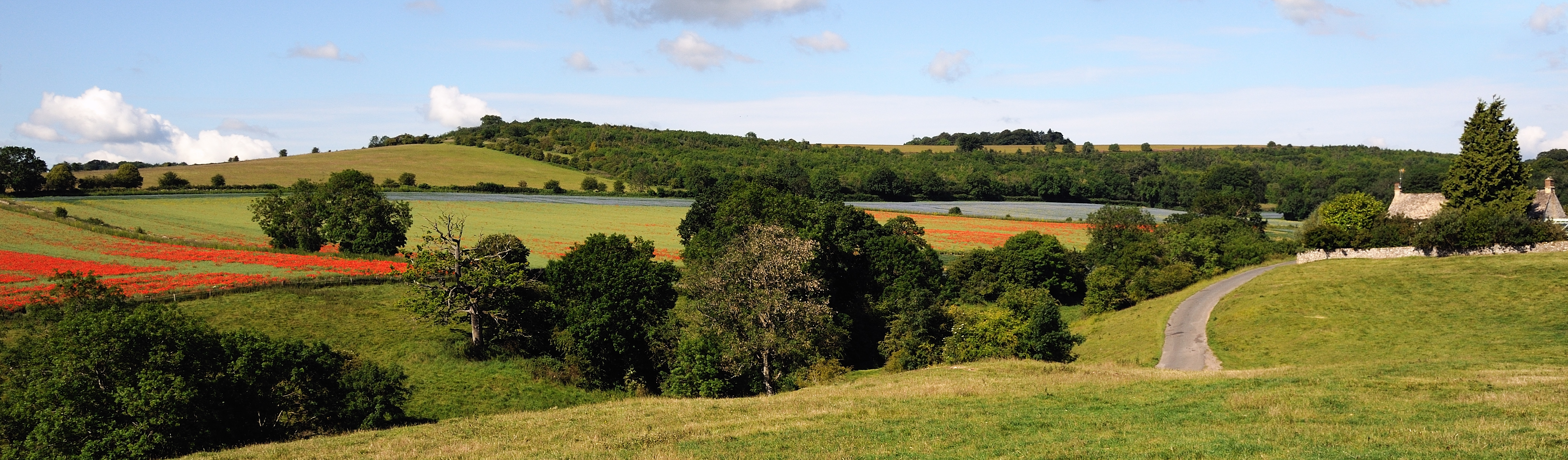
De böljande kullarna utanför Coberley.